# Ted Hundley
Ted Hundley (* 31. Oktober 1955) ist ein ehemaliger US-amerikanischer Basketballspieler. Der 2,04 Meter große Flügel- und Innenspieler spielte in der Basketball-Bundesliga für Gießen und Heidelberg.

## Laufbahn
Der aus Lexington (US-Bundesstaat Kentucky) stammende Hundley spielte Basketball in seiner Heimatstadt an der Bryan Station High School, zwischen 1973 und 1977 studierte und spielte er an der Morehead State University in der NCAA. Als er die Hochschule 1977 verließ, stand er in den „ewigen Bestlisten“ der Mannschaft bei erzielten Punkten mit 1450 auf dem siebten Rang und bei Rebounds mit 901 auf dem fünften Platz. Die besten Mittelwerte seiner Uni-Zeit erreichte er während der Saison 1975/76, als er in 25 Partien im Schnitt 18,8 Punkte sowie 10,9 Rebounds erzielte. 1997 wurde er für seine sportlichen Verdienste in die „Hall of Fame“ der Hochschule aufgenommen.
Hundley wechselte zum Spieljahr 1977/78 zum MTV 1846 Gießen und gewann gleich in seiner ersten Saison die deutsche Meisterschaft. Auf dem Weg zum Titel war Hundley mit einem Punkteschnitt von 25,8 je Begegnung bester Werfer der Mittelhessen. Aufgrund seines schlanken Körperbaus erhielt er in Gießen den Spitznamen „Mann ohne Muskeln“. 1979 gewann er mit dem MTV den DBB-Pokal, 1980 wechselte er nach drei Jahren in Gießen zum USC Heidelberg in die 2. Basketball-Bundesliga. Hundley erzielte während der Saison 1980/81 pro Partie durchschnittlich 25 Punkte und führte den USC damit zum Aufstieg in die erste Liga. Nach dem Abschluss der Saison 1981/82, in der er in der Bundesliga abermals Heidelberger Leistungsträger war, aber den Abstieg der Mannschaft nicht verhindern konnte, kehrte er in sein Heimatland zurück. In seinen vier Jahren Bundesliga erzielte Hundley insgesamt 2413 Punkte.

### Privates
Sein Sohn Scott trat in Hundleys Fußstapfen, spielte Basketball an der Vanderbilt University, anschließend kurzzeitig in der US-Profiliga KBDL, ehe er eine Trainerkarriere einschlug, die er jedoch 2016 beendete.